# Pittakos

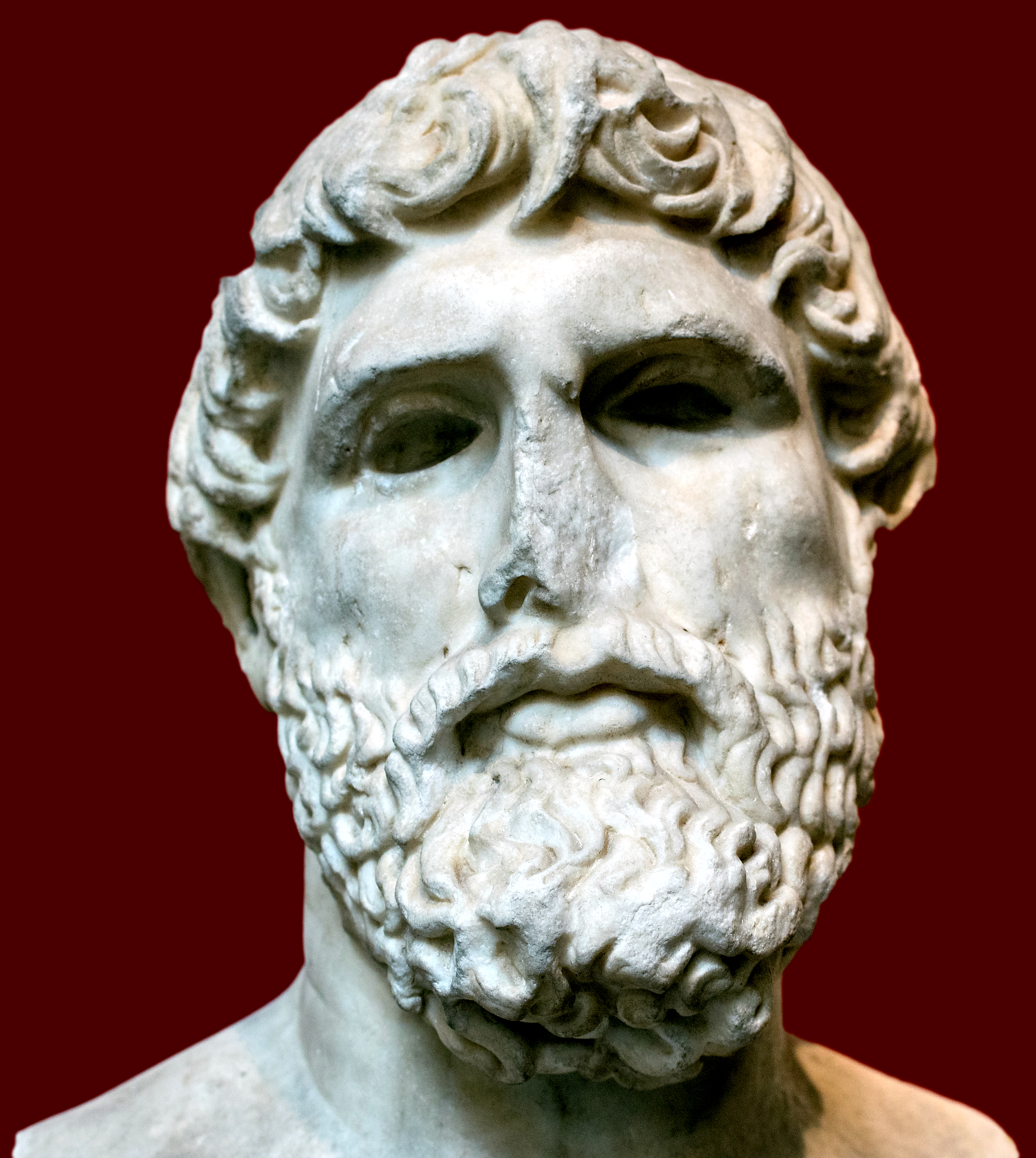
Porträt des Pittakos aus dem 2. Jahrhundert

Pittakos (altgriechisch Πιττακὸς ὁ Μυτιληναῖος oder Πιττακὸς ὁ Λέσβιος, auch Φιττακός, * 651/650 v. Chr.; † um 570 v. Chr.) wurde in Mytilene auf Lesbos im Kampf zwischen Aristokratie und Volk einerseits und verschiedenen Adelsfraktionen (Stasis) andererseits zum Aisymneten berufen.

## Bedeutung
Mit der Darstellung des Alkaios von Lesbos und seiner Verwicklung in die aristokratischen Zwistigkeiten Mytilenes hängt das umstrittene Bild des Pittakos in der Forschung zusammen zur Frage, ob Pittakos ein Exponent einer aristokratischen Gesellschaft (Tyrann) oder doch ein antiaristokratischer Reformer gewesen sei. Zusammen mit Pittakos sollen die älteren Brüder des Alkaios den Tyrannen Melanchros gestürzt haben; in der nachfolgenden Stasis konnte sich schließlich Myrsilos als neuer Tyrann durchsetzen. Pittakos, Alkaios und seine Brüder gingen daraufhin ins Exil, von wo aus Pittakos zum Entsetzen des Alkaios mit Myrsilos Frieden schloss. Alkaios schlug unversöhnliche Töne in seinen Gedichten gegen Pittakos an, auch noch als Pittakos zum Aisymneten gewählt worden war. Pittakos soll nach seinen Worten niederster Herkunft und fettleibig gewesen sein; Alkaios polemisiert hier gegen den ehemals Verbündeten. Dem Dichter zufolge heiratete Pittakos eine Frau aus der Familie der Atriden. 
Als Versöhner der zerstrittenen sozialen Gruppen soll Pittakos zehn Jahre im Amt gewesen sein. Er erließ die ersten schriftlichen Gesetze. Vermutlich musste Sappho auf seinen Befehl Lesbos verlassen.  
Nach Beendigung der Auseinandersetzungen legte er freiwillig sein Amt mit dem Hinweis nieder, es sei zu schwer, auf Dauer tugendhaft zu sein. Er galt als einer der Sieben Weisen von Griechenland und wurde von Diogenes Laertios in dessen bekanntem Werk über die Philosophen erwähnt. Er soll als Heerführer die Mytilener im Kampf gegen die Athener geführt haben. Mit deren Anführer Phrynon (Olympiasieger im Pankration) kam er überein, den Kampf nur unter den Anführern auszufechten. Im Nahkampf warf er ein Netz über Phrynon und besiegte/tötete ihn; dadurch wurde ohne weiteres Blutvergießen der Kampf gegen Athen gewonnen. 

## Zitate
Demetrios von Phaleron schreibt ihm folgende Aussprüche zu. Pittakos, Sohn des Hyrras, aus Lesbos sprach (Πιττακὸς ᾿Υρραδίου Λέσβιος ἔφη):
| deutsch                                                                                              | griechisch                                                                 |
| --- | -------------------------------------------------------------------------- |
| Erkenne den rechten Zeitpunkt.                                                                       | Γίγνωσκε καιρόν.                                                           |
| Was du vorhast, sage nicht; denn gelingt's dir nicht, wirst du verlacht.                             | ὃ μέλλεις ποιεῖν, μὴ λέγε ἀποτυχὼν γὰρ καταγελασθήσῃ.                      |
| Was du dem Nächsten verdenkst, tu selber nicht.                                                      | ὃσα νεμεσᾷς τῷ πλησίον, αὐτὸς μὴ ποίει.                                    |
| Anvertrautes Gut gib zurück.                                                                         | Παρακαταθήκας ἀπόδος.                                                      |
| Sprich nicht schlecht von deinem Freund und nicht gut von deinem Feind, denn solches wäre unlogisch. | Τὸν φίλον κακῶς μὴ λέγε, μηδ᾿ εὖ τὸν ἐχθρόν• ἀσυλλόγιστον γὰρ τὸ τοιοῦτον. |
| Zuverlässig ist das Land, unzuverlässig das Meer.                                                    | Πιστὸν γῆ, ἄπιστον θάλασσα.                                                |
| Gewinn ist unersättlich.                                                                             | Ἄπληστον κέρδος.                                                           |

## Literatur

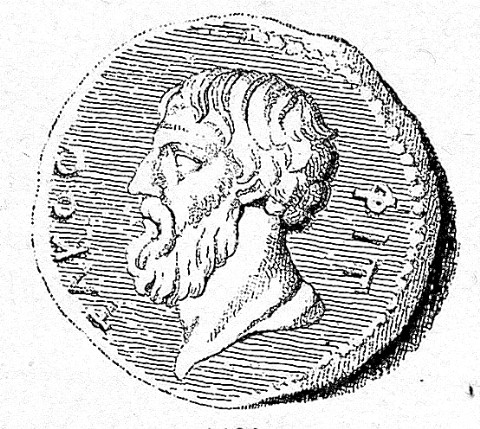
Pittakos auf einer Bronzemünze der römischen Kaiserzeit aus Mytilene